# دستگاه بلوری چهارگوشه

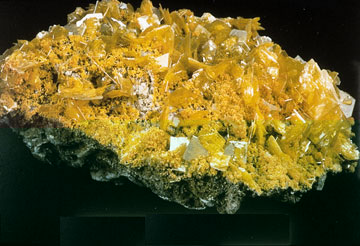
بلور وولفنیت (PbMoO4)با ساختار چهارگوشه

ساختار بلوری چهارگوشه، سامانهٔ چهارگوشه‌ای یا تتراگونال (به انگلیسی: Tetragonal crystal system) یکی از ۷ دستگاه بلوری (دستگاهی که با سه بردار شناخته می‌شود) است که در آن قاعده مربع بوده و ارتفاع برابر اندازه ضلع مربع نیست. همه زاویه‌ها هم ۹۰ درجه‌اند.
دوگونه شبکه ازین دستگاه باشنده است.

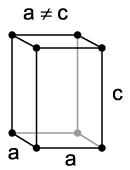
چهارگوشه ساده
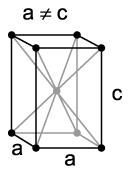
چهارگوشه مرکزپر